# Luiz Eduardo Anelli
Luiz Eduardo Anelli (São Carlos, 31 de maio de 1964) é um paleontólogo, pesquisador, professor universitário e escritor brasileiro. 
É conhecido por seus livros sobre dinossauros brasileiros e por seu trabalho de divulgação científica

## Biografia
Ingressou na Universidade Estadual de Londrina, em 1984, graduando-se em 1989. Em 1991, ingressou na pós-graduação, no Instituto de Geociências, da Universidade de São Paulo, estudando bivalves do Carbonífero, obtendo o título de mestre em 1994. No mesmo ano, ingressou no doutorado, realizando análises cladísticas de invertebrados do Carbonífero.
É professor no Instituto de Geociências da Universidade de São Paulo desde 1996, ministrando aulas tanto na graduação quanto na pós-graduação. Fez pós-doutorado em 2009 pela Universidade Estadual Paulista Júlio de Mesquita Filho (UNESP). Coordena há 18 anos a Oficina de Réplicas, do Instituto de Geociências. Em 2018 defendeu a tese de livre docência, Ações para o ensino e divulgação científica em Paleontologia.
Foi o idealizador e curador da exposição “Dinos na Oca e Outros Animais Pré-Históricos”, no Parque do Ibirapuera, em 2006, visitada por 550 mil pessoas. Em 2022, foi curador da exposição "Dinossauros: Patagotitan, o Maior do Mundo", organizada pelo Museu Paleontológico Egidio Feruglio e exibida também no Ibirapuera.
Montou as primeiras réplicas de esqueletos de dinossauros na cidade de São Paulo, incluindo Allosaurus fragilis (Instituto de Geociências). Em Santo André, montou o esqueleto do Tyrannosaurus rex, o único esqueleto do grande predador em exposição na América do Sul. Em São José dos Campos montou o Oxalaia quilombensis.

## O interesse em dinossauros
Seu interesse por dinossauros teve início nos primeiros anos de sua carreira como docente. Devido à mudanças no quadro de professores do Instituto de Geociências da USP, o recém-doutor na época decidiu estudar dinossauros para assumir as aulas dos colegas que não eram especialistas no assunto.
Luiz Anelli é um defensor do ensino de paleontologia nas escolas, onde o tema é pouco abordado até mesmo pelas disciplinas onde deveria ser assunto, como Biologia e Geografia. Divulgador científico nacional e internacional, reitera que a paleontologia foi toda construída sobre a ciência do hemisfério norte e que as escolas precisam conhecer e ensinar a pré-história do Brasil.

## Livros publicados, destaques e premiações
É autor de vários livros sobre dinossauros no Brasil e sobre a pré-história brasileira, dentre eles:
- Água subterrânea, história da Terra e consciência ambiental: metas do Programa Aquífero Guarani. Campinas, Editora dos Autores, obra independente, 2024 – Vencedor do 2º. Prêmio Jabuti Acadêmico 2025, eixo: Ciência e Cultura, Geografia e Geociências.
- Pterossauros do Brasil. São Paulo: Editora Peirópolis, 2025. 80p.
- Almanaque da Terra e da Vida. São Paulo: Editora Moderna, 2024. 88p. Finalista 2º. Prêmio Jabuti Acadêmico 2025 na Categoria Ilustração e Semifinalista na Categoria "Divulgação Científica".
- ABCDArqueologia. São Paulo: Editora Peirópolis, 2023. 64p. Vencedor do 1º Prêmio Jabuti Acadêmico na Categoria Ilustração; Altamente Recomendável Fundação Nacional do Livro Infantil e Juvenil (FNLIJ) 2024 na Categoria Informativo; Guia Destaques Emília 2023 na Categoria Recomendáveis.
- Novo Guia Completo dos Dinossauros do Brasil. São Paulo: Peirópolis, 2023. 364p. Altamente Recomendável na Categoria Informativo - 49ª Seleção Anual da Fundação Nacional do Livro Infantil e Juvenil (FNLIJ) 2024.
- Animais do Brasil. Jandira: Ciranda Cultural, 2022. 24p.
- Aventura Espacial. Jandira: Ciranda Cultural, 2022. 24p.
- Dinossauros Brasileiros I. São Paulo: Editora Estrela Cultural, 2022. 48p.
- O Segredo das Nuvens – Entendendo Chuvas, Raios e Trovões. São Paulo: Editora Moderna, 2022. 32p. Altamente Recomendável pela Fundação Nacional do Livro Infantil e Juvenil (FNLIJ) 2023 na categoria informativo.
- Novos Dinos do Brasil. São Paulo: Peirópolis, 2020. 93p.
- Dinossauros do Brasil e Outros Animais Pré-históricos. Jandira: Ciranda Cultural, 2019. 24p.
- E o Bebê Dino?. São Paulo: Editora Bamboozinho, 2019. 32p. Selecionado para o PNLD - Programa Nacional do Livro Didático – 2022 na categoria Educação Infantil.
- Na Cozinha com os Dinossauros. São Paulo: Editora Moderna, 2019. 56p.
- Pterossauros Brasileiros. São Paulo: Editora Estrela Cultural, 2019. 48p.
- ABCDEspaço. São Paulo: Editora Peirópolis, 2018. 64p.
- Almanaque dos Dinossauros. São Paulo: Moderna, 2017. 88p.
- O Brasil dos Dinossauros. São Paulo: Editora Marte, 2017. 132p. Vencedor 60º. Prêmio Jabuti 2018 na Categoria Literatura infantil e Juvenil.
- ABCDinos. São Paulo: Peirópolis, 2015. 63p. Selecionado para o Catálogo de Bolonha 2016 – FNLIJ´s selection 53rd Bologna Children’s Book Fair 2016 – Categoria Não Ficção
- Dinossauros e Outros Monstros - Uma Viagem à Pré-história do Brasil. São Paulo: Editora Peirópolis, 2015. 246p. Finalista do 58º. Prêmio Jabuti 2016 na Categoria Ciências da Natureza, Meio Ambiente e Matemática.
- Dinossauros – O Cotidiano dos Dinos Como Você Nunca Viu. São Paulo: Panda Books, 2015. 55p.
- Dinos do Brasil. São Paulo: Peirópolis, 2011. 82p. Altamente Recomendável pela Fundação Nacional do Livro Infantil e Juvenil (FNLIJ) na Categoria Informativo – 2012; Prêmio Fundação Nacional do Livro Infantil e Juvenil (FNLIJ) Livro Informativo – 2012; Selecionado para o Catálogo de Bolonha 2012 - FNLIJ´s Selection 49ª Bologna Children's Book Fair 2012 na Categoria Não ficção; Finalista do Prêmio Jabuti 2012, na Categoria Didático e Paradidático, em 4º. lugar; Selecionado para a FDE - Programa Livros na Sala de Aula – 2013.
- O Guia Completo dos Dinossauros do Brasil. São Paulo: Editora Peirópolis, 2010. 224p. Selecionado pela Fundação Nacional do Livro Infantil e Juvenil (FNLIJ) para a 48ª. Feira de Bolonha 2011; Altamente Recomendável pela Fundação Nacional do Livro Infantil e Juvenil (FNLIJ) – 2011; Finalista do 53º. Prêmio Jabuti 2011, na Categoria Ciências Naturais; Selecionado para a FDE - Programa Sala de Leitura – 2013.
- Evolução dos Bichos. São Paulo: Oficina de Textos, 2007. 60p.
- Dinossauros e Outros Animais Pré-históricos. São Paulo: Gabinete Cultura, 2006. 104p.
- Extinção é para sempre: A História dos Mamíferos Gigantes da América do Sul. 2. São Paulo: Oficina de Textos, 2005. 24p
- Conhecendo os Dinossauros - Histórias Reunidas. São Paulo: Ciranda Cultural, 2003. 180p.

## Projeto literário
Em parceria com a escritora Celina Bodenmüller, elabora e desenvolve projetos literários ligados à paleontologia e às ciências para crianças e jovens, estando em contato cotidiano com educadores e alunos de escolas públicas e privadas do Brasil e do exterior. Considera que a forma como os dinossauros são mostrados no cinema e em brinquedos contribui para a visão que se tem deles, de seres sanguinários e violentos, muitas vezes considerado um "brinquedo de menino". Há uma preocupação em seus livros de não mostrar dinossauros de forma violenta e agressiva, mas sim como animais complexos e vibrantes.